# スパイダーマン2 エンターエレクトロ
『スパイダーマン2 エンターエレクトロ』（Spider-Man 2: Enter Electro）は、Vicarious Visionsが開発し、アクティビジョンより2001年10月19日に発売されたPlayStation用アクションアドベンチャーゲーム。日本版はサクセスより2002年10月31日に発売され、同日に前作『スパイダーマン』の廉価版も発売された。

## 概要
本作は、アメコミ原作のヒーロー「スパイダーマン」を主人公として操って数々の事件に挑む、というゲームである。

## ストーリー
高圧放電能力を持つ犯罪者・エレクトロが、生体エネルギーを増強する最新装備を奪い去った。進化を目論むエレクトロの魔の手から、スパイダーマンはニューヨークの街を救い出すことができるのか。

## 登場人物

### スパイダーマンサイド
ピーター・パーカー / スパイダーマン
声：三木眞一郎 / 英：リノ・ロマノ
本作の主人公。普段は新聞社「デイリー・ビューグル」の記者として働いている。
ワッツ博士
声：冬馬由美 / 英：ジェニファー・ヘイル
生体エネルギーを増強する最新装備を作った女性科学者。一部のパーツを隠していたがために、エレクトロに狙われることになる。
ビースト
声：長嶝高士 / 英：ダラン・ノリス
X-メンのメンバー。ストーリー序盤で登場し、スパイダーマンにレッスンをしてくれる。
ローグ
声：冬馬由美 / 英：ジェニファー・ヘイル
X-メンのメンバー。スパイダーマンに対してトレーニングでレッスンをしてくれる女戦士。
プロフェッサーX
声：中嶋聡彦 / 英：ダラン・ノリス
X-メンのリーダー。スパイダーマンに対してトレーニングでレッスンをしてくれる。

### スーパーヴィラン
エレクトロ
声：坂口候一 / 英：ディー・ブラッドリー・ベイカー
高圧放電能力を持つ犯罪者。生体エネルギーを増強する最新装備を手に入れて、自らの進化を目論む。
サンドマン
声：川津泰彦 / 英：ディー・ブラッドリー・ベイカー
砂でできた体を持ち、変幻自在に体を変えられる大男。今作ではエレクトロの部下となり、砂の壁を作るなどで二度にわたってスパイダーマンの行く手を阻む。
ハンマーヘッド
声：中嶋聡彦 / 英：ディー・ブラッドリー・ベイカー
鋼鉄製のデカ頭を持つエレクトロの部下。スパイダーマン退治の切り札として登場し、エレクトロの部下たちにチームワークの重要性を説いた。
ショッカー
声：長嶝高士 / 英：ダラン・ノリス
ハイテクスーツに身を包み、両腕にはめたガントレットから衝撃波を放つ強盗。エレクトロの部下となり、パーツの入ったブリーフケースを盗み出した。
ビートル
声：長嶝高士 / 英：ダラン・ノリス
カブトムシのようなスーツを着たエレクトロの部下。本作中で直接的な対決はせず、ムービー中にのみ登場する。
コナーズ博士 / リザード
声：宗矢樹頼 / 英：ディー・ブラッドリー・ベイカー
スパイダーマンの良き理解者。エレクトロに襲われてリザードに変身し、暴走してスパイダーマンを襲ってしまう。

### その他
ナレーション
声：宗矢樹頼 / 英：スタン・リー

## 評価
ゲーム雑誌「ファミ通」でのクロスレビューは、40点満点中27点だった。